# 2025年伊比利亚半岛停电
2025年4月28日，欧洲南部的伊比利亚半岛出现大规模停电，西班牙和葡萄牙全境均受到影响。由于停电，上述地区的交通和通信服务均受到严重影响，交通信号灯停止工作，当地的地铁线路被迫停止运营，馬德里網球公開賽受到停电影响也宣布暫停。此外，安道尔和法国南部也受到波及。
4月29日凌晨，西班牙和葡萄牙大部分地区的电力恢復。西班牙首相佩德罗·桑切斯表示，电力系统如此大规模的瘫痪前所未见。
6月17日時，西班牙政府發表報告稱，沒有證據表明停電的原因為網路攻擊，而是因為電壓調節能力不足，導致部分能源企業（如西班牙電網公司）在過電壓發生時以不適當的方式切斷連結的電網以保護自身設施，進一步引發了更大規模的停電。

## 影響

### 西班牙
從中午12:30開始，西班牙开始出现大规模停電，期间全國（除巴利阿里群岛、加那利群岛等离岛）的電力網絡全面中斷，並且馬德里的阿道弗·苏亚雷斯马德里-巴拉哈斯机场也失去電力。隨後，西班牙的核電站因為電力中斷而自動停機。網絡服務遭到嚴重影響，網站訪問量下降至正常的17%。西班牙首都馬德里啟動了城市緊急應急計劃（西班牙語：Plan Territorial de Emergencia Municipal del Ayuntamiento de Madrid，PEMAM），以應對這場大範圍停電。西班牙總理佩德羅·桑切斯也召開了國家安全會議，討論此事的應對策略。当地时间约16:00， 西班牙电网公司（REE）曾表示，要恢復本国大部分的電力可能需要6至10小時。隨著時間的推移，機場逐漸恢復運行，但仍以低于正常水平20%的運營能力運行，長途和中途的火車服務則直到次日才得以恢復。4月29日清晨，REE宣布本国超过99%的电力系统已经恢复。

### 葡萄牙
停电后，里斯本的地鐵、火車和交通信號燈停止運行，行動網路，尤其是語音通話和數據服務，也遭受了嚴重影響。醫院只能依賴發電機來維持基本運營，並且由於交通信號燈失效，当地增派警力来處理交通混亂。里斯本機場也受限運營，並於下午1點關閉，航班在晚上9點38分後逐漸恢復起飛。波爾圖和法魯機場則轉而采用發電機供電。葡萄牙政府召開緊急會議，由總理路易斯·蒙特内格罗領導應對這場危機。4月29日清晨，葡萄牙电网公司表示，本国的89个变电站已经全部恢复工作。

### 安道爾
安道爾的電力供應商表示，來自西班牙的停電對該國僅造成了幾秒鐘的影響。安道爾的電網與法國電網相連，並且通過自動恢復系統迅速解決了停電問題。電話和互聯網運營商安道爾電信也報告了類似的網絡中斷問題。

### 法國
法國西南部的北巴斯克地區經歷了短暫的停電，影響範圍有限，停電時間也非常短。該地區的電力傳輸系統由法國的電力傳輸運營商負責，並迅速得到了恢復。

### 摩洛哥
由於西班牙的伺服器停機，摩洛哥數家網際網路服務提供者也受到影響，导致網路連線中斷。

## 可能原因
停电初期有报道指出本次大规模停电可能与欧洲电网出现问题有关，但最终原因尚未确定。西班牙网络安全部门INCIBE曾计划从网络攻击的角度入手调查停电的原因，然而初步的调查并未发现网络攻击的迹象。4月29日早晨，西班牙电网公司初步分析认为，此次停电的原因可能是電壓驟降进而令西班牙西南部与法国的电网连接大面积中断。葡萄牙方面则表示可能是西班牙当地因气温变化产生大气波动引发的高压电线振荡，使得电力系统出现故障。
6月17日，西班牙政府发布了一份官方报告，排除网络攻击作为停电的原因，而指出集中在西班牙南部的电网出现过电压小规模故障引发了更大规模的连锁反应。